# Iglesia de Nuestra Señora de la Salud (Kotor)
La Iglesia de Nuestra Señora de la Salud (en serbio: Црква Госпе од здравља) es una iglesia ortodoxa situada en Kotor (Montenegro). Esta iglesia se alza en la ladera de la montaña de San Juan. La Iglesia de Nuestra Señora de la Salud data de 1518. La iglesia sólo es accesible a pie. Las rocas y las escaleras que conducen a las estructuras de la pendiente hacen a esta iglesia un punto de difícil acceso, ya que se necesita mucho tiempo para ello. Sin embargo, muchos turistas y ciudadanos locales diariamente visitan esta iglesia.